# بلوجکیت (اکلاهما)
بلوجکیت(به انگلیسی: Bluejacket) شهری در ایالت اکلاهما کشور ایالات متحده آمریکا است که جمعیت آن در سرشماری سال ۲۰۱۰ میلادی، ۳۳۹ نفر بوده‌است.